# 菅沢龍文
菅沢 龍文（すがさわ たつぶみ、1957年 - ）は、日本の哲学研究者。法政大学文学部哲学科教授。

## 略歴
1982年に早稲田大学第一文学部哲学科を卒業し、1989年に法政大学大学院人文科学研究科哲学専攻博士後期課程を単位取得退学。明治大学理工学部非常勤講師、日本学術振興会特別研究員、法政大学第一教養部非常勤講師を経て、1993年4月に法政大学文学部専任講師、1996年4月に法政大学文学部助教授、1998年7月にフンボルト大学交換研究員、1999年4月にマールブルク大学客員研員、2002年4月に法政大学文学部教授に就任する。

## 共著
- 『カント読本』（法政大学出版局、1989年）
- 『近世ドイツ哲学論考』（法政大学出版局、1993年）
- 『自由と行為』（晃洋書房、1997年）
- 『カント事典』（弘文堂、1997年）
- 『カント・現代の論争に生きる』（理想社、2000年）
- 『近代からの問いかけ ― 啓蒙と理性批判 ―』（晃洋書房、2004年）
- 『自然と人間』（梓出版社、2006年）
- 『論理学の初歩』（梓出版社、2010年）

## 共訳
- 『哲学　ひとつの入門』（理想社、2006年）
- 『カント『純粋理性批判』を読むために』（梓出版社、2008年）
- 『カント伝』（春風社、2017年）